# IQads
IQads este unul dintre cele mai vizitate portaluri de publicitate din România.
A fost înființat de Daniel Truică și Marius Cristea, în septembrie 2003, imediat după terminarea facultății - Facultatea de Științe Economice din Sibiu.
În iunie 2006, site-ul IqAds.ro avea o audiență lunară de peste 100.000 de vizitatori.
Din anul 2005, compania IQads organizează și festivalul on-line de publicitate BestAds, gândit ca o competiție între cele mai bune reclame românești.
În ianuarie 2007, IQads a fost preluat de trustul media Realitatea-Cațavencu.